# Rahaph
Rahaph (en népalais : रहप) est un comité de développement villageois du Népal situé dans le district d'Achham. Au recensement de 2011, il comptait 4 557 habitants.